# Joël Jurion
Pour les articles homonymes, voir Jurion.
Joël Jurion est un dessinateur de bande dessinée français né le 3 octobre 1975. Il collabore notamment avec Thierry Cailleteau sur la série Anachron (6 volumes de 2001 à 2007) et Ozanam sur la série Klaw (10 volumes depuis 2013).

## Biographie
Joël Jurion est né en 1975. Il a étudié à l'école supérieure d'Angoulême.

## Publications
Joël Jurion est le dessinateur des œuvres suivantes. Les collaborateurs indiqués en sont les scénaristes.
- Anachron, avec Thierry Cailleteau, Vents d'ouest, coll. « Fantastique », 6 vol., 2001-2007.
- Les Démons de Dunwich, avec Steve Baker, Vents d'Ouest, 2 vol., 2007-2008.
- Vegas, t. 1 : Au revoir Julia, avec Ludovic Danjou, Soleil, 2010.
- Klaw, avec Ozanam, Le Lombard, 10 vol., 2013-2018.
- Cent pudeurs, GDBM, 2016.
- Masques, avec Kid Toussaint, Le Lombard, 2 vol.[2]